# MIU404
『MIU404』（ミュウ ヨンマルヨン）は、2020年6月26日から9月4日まで毎週金曜22時 - 22時54分に、TBS系「金曜ドラマ」枠で放送されたテレビドラマである。
ダブル主演の綾野剛と星野源が演じる、対照的な気質の刑事二人が、放送当時の日本における社会問題を背景としたさまざまな事情を抱える犯人や被害者と向き合う姿を、警視庁機動捜査隊を舞台に描く刑事ドラマ。2018年1月期のドラマ『アンナチュラル』の主要スタッフが再結集し、同作品とつながりのある世界設定で制作された、野木亜紀子オリジナル脚本による作品であり、2024年8月23日に公開された映画『ラストマイル』を含めて同一世界線上にあるシェアード・ユニバース作品である。
新型コロナウイルスの感染拡大の影響により撮影が中断するなどの遅れが生じ、予定された放送開始が延期され内容に影響を受けるなどの中で制作された。当初は全14話の放送内容で企画されていた。“ノンストップ「機捜」エンターテインメント”と銘打ち娯楽性を重視しつつ、社会問題を巧みに取り入れたリアルかつ先の読めないストーリー、従来の刑事ドラマを超える斬新さと、魅力的なキャラクターによるバディものとしての優れた出来が評価され、第105回ザテレビジョンドラマアカデミー賞で最優秀作品賞はじめ4部門を制したほか、第58回ギャラクシー賞選奨などを受賞した。また放送時は、ソーシャルメディア上においても世界的な注目を受けた。

## あらすじ
2019年4月、警視庁における働き方改革の一環として刑事部・機動捜査隊（通称：機捜）の第4機動捜査隊（通称・4機捜）が増設される。同隊長の桔梗ゆづるに招集された志摩一未は、旧知のベテラン刑事陣馬耕平とバディを組むはずが、上層部の意向でキャリア組の新人・九重世人が急遽4機捜の隊員となったため、候補段階で一旦落とされていた伊吹藍と組むことになる。破天荒で警察官としての常識に欠けるが、機捜の任務を「誰かが最悪の事態になる前に止められる良い仕事」だと話す伊吹に心を動かされた志摩は、彼と共に任務を続ける。
物語は一話完結を基本として、あおり運転問題や虐待トラウマを持つ殺人容疑者、日本における外国人労働問題などを背景に持つさまざまな事件を描くが、いくつかのエピソードはラストに向けて継続し、終盤3話は連続したストーリーが展開する。
伊吹は、過去に後輩刑事を追い詰め死に追いやったと苦悩する志摩にある救いをもたらし、志摩は恩師の犯した罪にショックを受ける伊吹に手を差し伸べ、二人は相棒としての絆を強固にしていく。その裏で、第3話で4機捜に追われた少年・成川岳は逃走したまま連絡を絶ち、久住と名乗る裏社会の青年に誘われ「ドーナツEP」という違法ドラッグの売人に身を落とす。
また数年前に桔梗が関わった違法カジノ事件では、羽野麦の証言が摘発につながったが、経営者の男・エトリを捕まえることができなかった。麦は裏社会に潜むエトリに追われる身となってしまい、責任を感じた桔梗は彼女を自宅で保護していたが、エトリは久住を通して裏社会の人脈やNowTuberの特派員REC、そして成川を操り、麦の居所を探し当て誘拐する。伊吹と志摩は、麦と土壇場で彼女を助けようとした成川の二人を探し出し、救出する。だが別部隊に確保されたエトリは久住の操縦するドローン爆弾によって殺害される。
裏ですべてを操っていた久住を捕らえるため、伊吹と志摩はRECを説得しWeb会議サービスで久住に接触するも、彼は都内同時多発爆破事件をでっち上げたフェイクニュースを拡散し、社会を混乱に陥れて逃走、緊急通報の遅れによる深刻な被害をもたらす。陣馬は逃走する共犯者のトラックにはねられ重体に陥り、九重は上層部の命によって4機捜から強制的に異動、桔梗は隊長の座を失う。このことをきっかけに伊吹と志摩との関係は悪化する。
手段を選ばない久住に対抗し、志摩は刑事を辞める覚悟で単独行動し久住の居場所を探し当てるが、伊吹はその様子に気付き、先回りし久住に接触する。久住は社会に対する虚無的な思想を語り、ドラッグの充満する船室に伊吹と彼を追ってきた志摩を監禁する。ドラッグによる悪夢は伊吹と志摩の深層心理を抉りトラウマをつきつけ、ついには志摩が殺害され、怒りのあまり伊吹が久住を射殺する光景を見せる。だがそのとき、ドラマ上の現実世界では陣馬が意識を回復し、九重がその知らせを送ったことで二人は悪夢から目覚め、船から脱出する。桔梗は臨時に隊長に復帰、その指揮の下一同は久住を追う。伊吹と志摩は和解し、久住を探し当て逮捕に成功する。
時は流れ、新型コロナウイルス感染症流行の影響で東京オリンピックが延期となった2020年夏、マスクを着けた伊吹と志摩が引き続き4機捜でバディを続けているシーンで物語は幕を閉じる。

## 登場人物
〈〉内は設定年齢（原則として初登場時）。◆は『アンナチュラル』からのゲスト。その他凡例については上記リンクを参照。

### レギュラー・準レギュラー
主人公
- 伊吹藍（いぶき あい）〈34〉 - 綾野剛
- 志摩一未（しま かずみ）〈34〉 - 星野源

警視庁刑事部機動捜査隊
- 九重世人（ここのえ よひと）〈23〉 - 岡田健史
- 陣馬耕平（じんば こうへい）〈54〉 - 橋本じゅん
- 桔梗ゆづる（ききょう ゆづる）〈44〉 - 麻生久美子
- 糸巻貴志（いとまき たかし） - 金井勇太
- 谷山（たにやま）義信 - 坂田聡

警察関係者
- 我孫子豆治（あびこ とうじ） - 生瀬勝久
- 刈谷貴教（かりや たかのり） - 酒向芳
- 田島雄介（たじま ゆうすけ） - 永岡卓也
- 九重篤人（ここのえ あつひと） - 矢島健一

桔梗家
- 羽野麦（はの むぎ） - 黒川智花
- 桔梗ゆたか（ききょう ゆたか） - 番家天嵩

その他
- 特派員REC（とくはいんレック）／児島弓快（こじまゆかい）〈26〉 - 渡邊圭祐
- 久住（くずみ） - 菅田将暉
- 成川岳（なりかわ がく）〈18〉 - 鈴鹿央士
- 蒲郡慈生（がまごおり しげお） - 小日向文世

### 主なゲスト
第1話
- 西田ふみこ（にしだ ふみこ）〈83〉 - 平野文
- 西田千砂（にしだ ちさ） - 佐々木みゆ
- 安本悟朗（やすもと ごろう） - 深水元基
- 水島善次郎（みずしま ぜんじろう） - 加治将樹

第2話
- 加々見崇（かがみ たかし）〈28〉 - 松下洸平
- 田辺将司（たなべ しょうじ） - 鶴見辰吾
- 田辺早苗（たなべ さなえ） - 池津祥子

第3話
- 毛利忠治（もうり ただはる）◆ - 大倉孝二（第9話）
- 向島進（むこうじま すすむ）◆ - 吉田ウーロン太（第9話）
- 亀田（かめだ） - 岡崎体育
- 勝俣奏太（かつまた そうた） - 前田旺志郎
- 真木カホリ（まき カホリ） - 山田杏奈
- 竹中浩平（たけなか こうへい） - 石内呂依
- 佐野悠貴（さの ゆうき） - 川口友雅

第4話
- 青池透子（あおいけ とうこ）〈35〉 - 美村里江

第5話
- 水森祥二朗（みずもり しょうじろう）〈27〉 - 渡辺大知
- チャン・スァン・マイ〈28〉 - フォンチー
- 喜多肇（きた はじめ） - 坂東彌十郎

第6話
- 香坂義孝（こうさか よしたか）〈25〉 - 村上虹郎
- 中山詩織（なかやま しおり） - 北浦愛
- 千春（ちはる） - 垣内彩未

第7話
- ジュリ - りょう
- 大熊邦彦（おおくま くにひこ）〈42〉 - 三元雅芸
- ケンさん〈43〉 - 佐伯新
- スゥ〈19〉 - 原菜乃華
- モア〈19〉 - 長見玲亜
- 倉田靖典（くらた やすのり） - 塚本晋也
- 飛田（とびた） - 井口理（King Gnu）
- 管理人 - 瀧川英次
- 陣馬八重子（じんば やえこ） - 阿南敦子
- 陣馬澪（じんば みお） - 見上愛（最終話）
- 陣馬鉄（じんば てつ） - 伊島空（最終話）

第8話
- 坂本誠（さかもと まこと）◆ - 飯尾和樹（ずん）
- 神倉保夫（かみくら やすお）◆ - 松重豊
- 蒲郡麗子（がまごおり れいこ） - 丸山瑠真
- 堀内伸也（ほりうち しんや）〈41〉 - 大重わたる
- 澤部（さわべ） - 福山翔大（第9話）

第9話
- エトリ - 水橋研二
- 井ノ原潔（いのはら きよし） - 永岡佑

## 製作

### 企画
主演は綾野剛と星野源で、2017年10月期の金曜ドラマ『コウノドリ』以来2年半ぶりの共演。
脚本の野木亜紀子によるオリジナル作品で、野木（脚本）、新井順子（プロデュース）、塚原あゆ子（演出）の3人がタッグを組むのは2018年1月期の金曜ドラマ『アンナチュラル』以来で、同作の登場人物がゲスト出演したり存在を示唆されたりするコラボレーションが取り入れられた。主題歌は米津玄師の「感電」。
警察内部において「何でも屋」と揶揄されながらも、犯人逮捕にすべてを懸ける初動捜査のプロフェッショナルである機動捜査隊（機捜）が24時間というタイムリミットの中で事件解決を目指すさまを1話完結で描いていく刑事ドラマ。なお、警視庁に実在する機捜は3つのみで、本作品に登場する「警視庁刑事部・第4機動捜査隊」は働き方改革に基づいて結成されたという設定の架空の機捜であるが、実在する機捜への配慮も含め、フィクションとして成立させるために架空の組織としている。
タイトルにある「MIU」とは機捜を指す「Mobile Investigative Unit」の略称であり、「404」とは綾野と星野が演じる機捜隊員の2人を指すコールサイン。
企画においては、当時TBS編成部所属だった磯山晶から、『アンナチュラル』のチームによる新作で、女性主人公ものを続けていた野木に男性二人のバディものを書いてみてはという提案があり、プロデューサーの新井順子が、かねてよりやりたかったという刑事ドラマで、機動捜査隊を扱う企画を提出した。新井個人は10年ほど希望していたものの通らなかった刑事ものだが、『アンナチュラル』が成功していたことでスムーズに決定した。

### 脚本
後述する撮影中断と新型コロナウイルス感染拡大により、話数やラストシーンの変更が行われた。『星野源のオールナイトニッポン』2020年9月9日放送回にゲスト出演した野木は、「当初は通常の連続ドラマよりも多い全14話でオリンピック開幕直前に最終回を迎える予定だった」と明かした。キャストのスケジュールなどの調整が難しい中、6話程度で終了になるかという決断も迫られる状況になったが、編成担当や各キャスト事務所の協力もあり、最終的には11話で調整された。

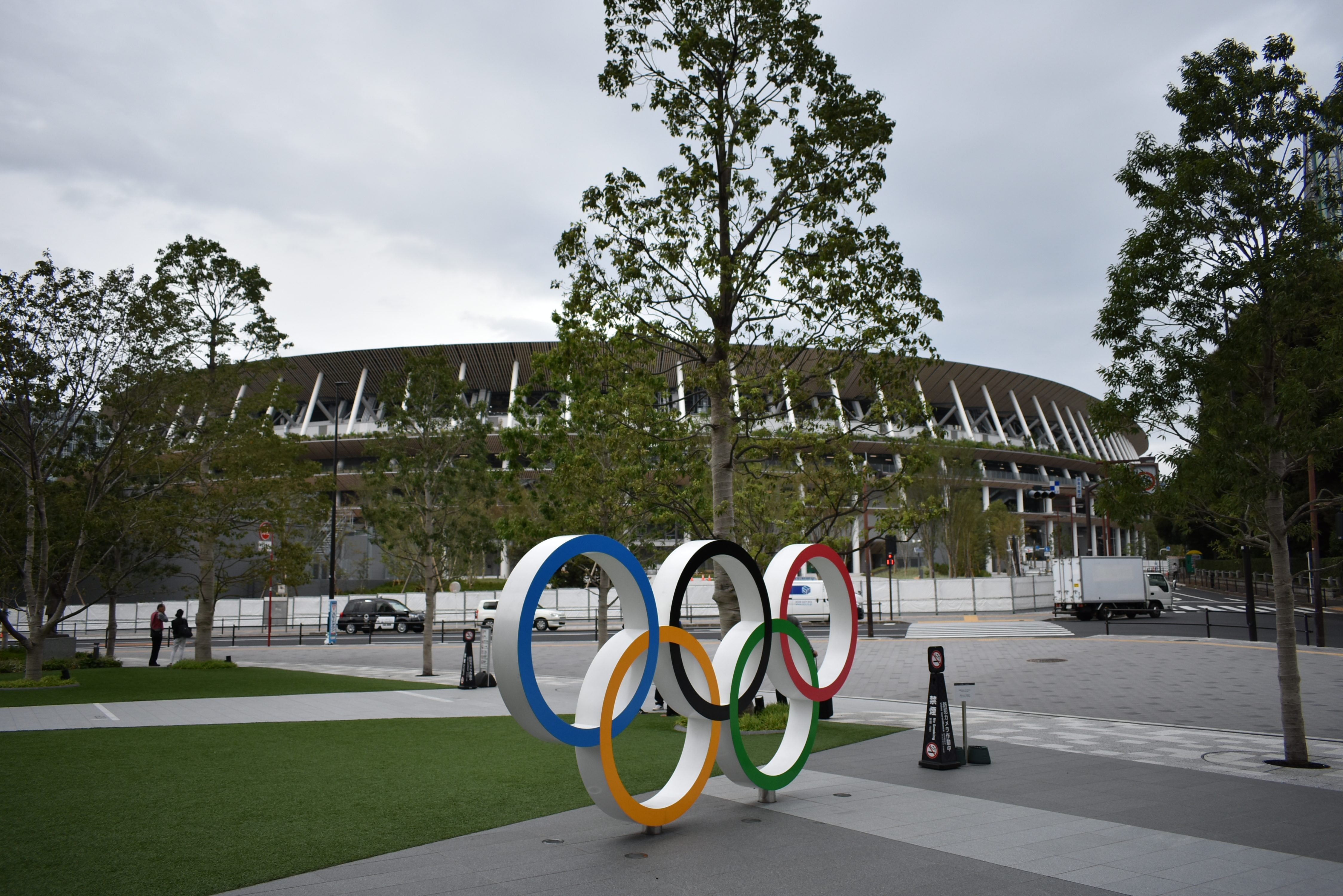
ラストシーン、主人公たちの車が出発する国立競技場前

物語は2019年4月からスタートし、最終話で放送時のリアルタイムである2020年の夏に追いつくが、これらの設定は当初より決められたもので、第1話にある4機捜の発足を現実世界の働き方改革施行に合わせる必要があったこと、物語全体の進行に放送期間と同時進行の3か月間では足りないことが理由だった。そのような中でコロナ禍によって状況が変化し、放送の短縮とスケジュールのひっ迫により撮影場所確保が困難になった結果、終盤のシーンを内部だけで展開できる船で撮影する提案がされ、物語内で「人生の分岐」を象徴するピタゴラ装置がたびたび登場していたことに合わせて「あったかもしれない、存在しない'20年」（野木）をバッドトリップの中で描くという形に結末での展開が変更された。また野木によれば、最終話において伊吹と志摩の関係が一旦決裂する描写は、前話までの二人の関係に共依存的な危うさを感じ、個人として立ち返り助け合うラストにしたいという思いからであった。さらに、2019年を舞台としたため、結果として物語中でコロナ禍が描かれなかったことに矛盾はなかったが、最後はマスク姿の主人公たちが登場し、2020年の現実世界と主人公たちの世界線が地続きとなることで、ラストシーンに込められた視聴者へのエールを伝えるという形になった。
ドラマ内容としては、違法ドラッグや日本における外国人労働問題といった、放送当時リアルな社会問題が扱われたことが評判となったが、プロデューサーの新井は、これらはリアルなストーリーを作る上での必然的なものであり、同時にエンタメ作品であることを大事にし、「小学生にもわかるように」と野木に頼み、バランスに苦慮したという。また野木の中では、『アンナチュラル』では設定上切り捨ててしまった事件の加害者側の声を、機動捜査隊の主人公たちが拾うという自作への批評的な面があったと語った。
同様に本作品ではジェンダー観の描かれ方も視聴者の共感を呼んだ。ライターの西森路代によれば、令和初期の放送当時においても日本のテレビドラマに描かれる女性像は「昭和然」とした古臭い、リアリティを欠いたものが多く、そのような中で野木は、日本の女性が直面する問題を実感と問題意識を伴って描き、クオリティを大いに向上させた脚本家の一人であり、本作品においても男性バディものでありながら、第4話に登場する、手取り14万円で働く女性の姿に代表されるように『その周囲にいる女性たちの「日常的な実感」を丁寧に描いている』と評価されている。野木によれば、日本社会内のそれらに対する意識の遅れを背景として、男社会の警察内で女性隊長（桔梗ゆづる）を描くとすれば「当然描くべき現実がある」といい、本作品はジェンダー関連が主題ではないが、それゆえにストレートな台詞を桔梗に言わせてわかりやすく表現できたという。
そのような考えで描かれたシーンには、たとえば以下のようなものがある。

### 撮影
本作品のクランクインは2020年2月に行われた。しかし新型コロナウイルスの感染拡大の影響から、製作局のTBSは4月4日から4月19日にかけて、ドラマ以外も含む番組のロケ・スタジオ撮影の中止を決めた。本作品制作においても、第3話の途中と第4話の一部までを撮影していた3月末時点で撮影は中止され、6月4日に撮影を再開。6月26日に第1話が放送されることが6日に発表された。
撮影においてはガイドラインに沿ったさまざまな感染対策がなされ、撮影中止下ではキャスト・スタッフのモチベーションを維持するため、すでに撮影済みだった第1・2話の編集を進めて完成品を彼らに届けた。また綾野・星野らも感染防止のため極力外出を避けていた。再開後は、ロケセットに入る際に全身の着替えを行い、弁当は無言で食べ撮影後の飲み会も一切行なわないといった対策がされ、最終話の撮影は放送の4日前までかかっていた。
撮影で中心となる芝浦署の外観と第4機捜・第1機捜のセットは、東京都多摩市の唐木田ビル1棟を丸ごと借り切って作られたもので、エントランス、屋上、地下駐車場なども利用された。美術デザインの野中謙一郎が1970年代アメリカの刑事ものをイメージし、一般的な刑事部屋の灰色ではない世界観を演出しようとの塚原の意向から、ブラインドやソファなどに取り入れた緑色がその後全体のキーカラーとなっていった。
このほかロケ地としては、山梨県の郷土料理店・庄ヤが第2話、埼玉県川越市の料亭・山屋が第9話、さいたま市中央区役所の本館会議室が第8話放送分の捜査本部、別館階段・倉庫が最終話放送分の拘置所・病室として使われた。最終話は、屋形船が東京都港区港南にある高浜運河を航行。ラストシーンは実在する国立競技場前でオリンピックに言及するシーンがロケ撮影された。
撮影延期の影響はロケのスケジュールにもあり、前述した最終話展開のほかに、第5話の撮影におけるマイと水森が花を見るシーンで、当初は桜を見るシーンだったものが、2週間の延期で藤棚になり、その予定がさらに2か月に延期されて紫陽花に変更された。
アクションシーンは本作品の仕掛けの一つであり、特に第1話でのカーアクションは、放送当時のテレビでは珍しい激しいものとして評価された。このほかにも、綾野演じる伊吹の疾走シーンも見せ場となり、第7話では警棒を使用した主人公たちと犯人との格闘などが注目点となった。

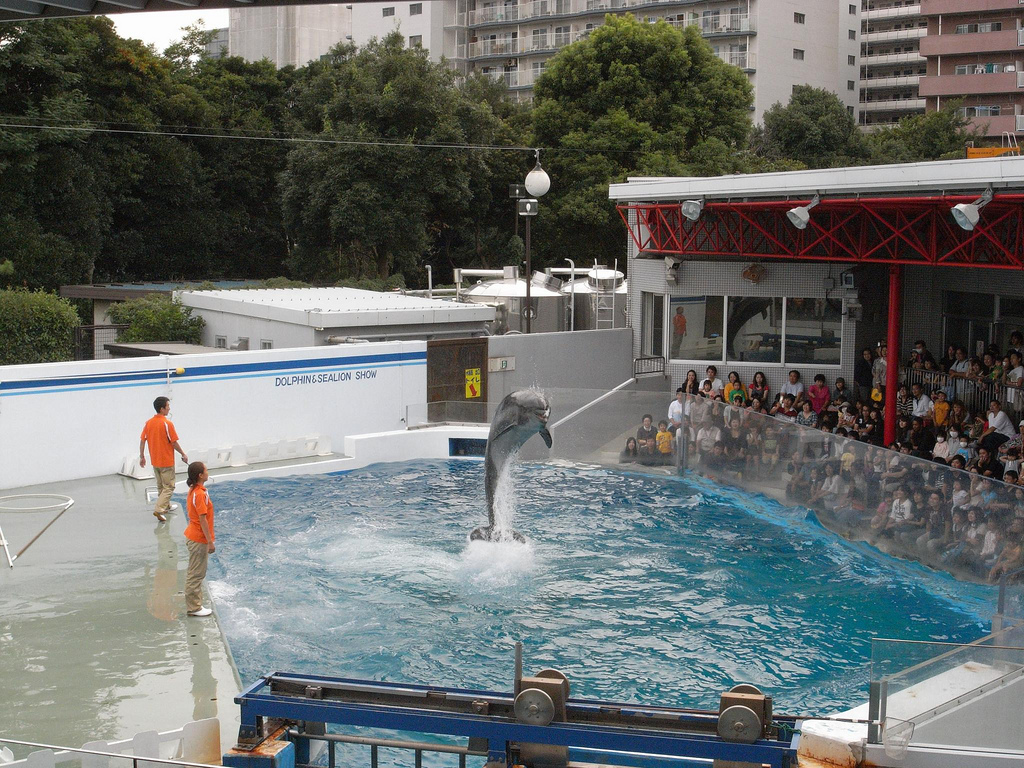
第3話ロケ地・しながわ水族館
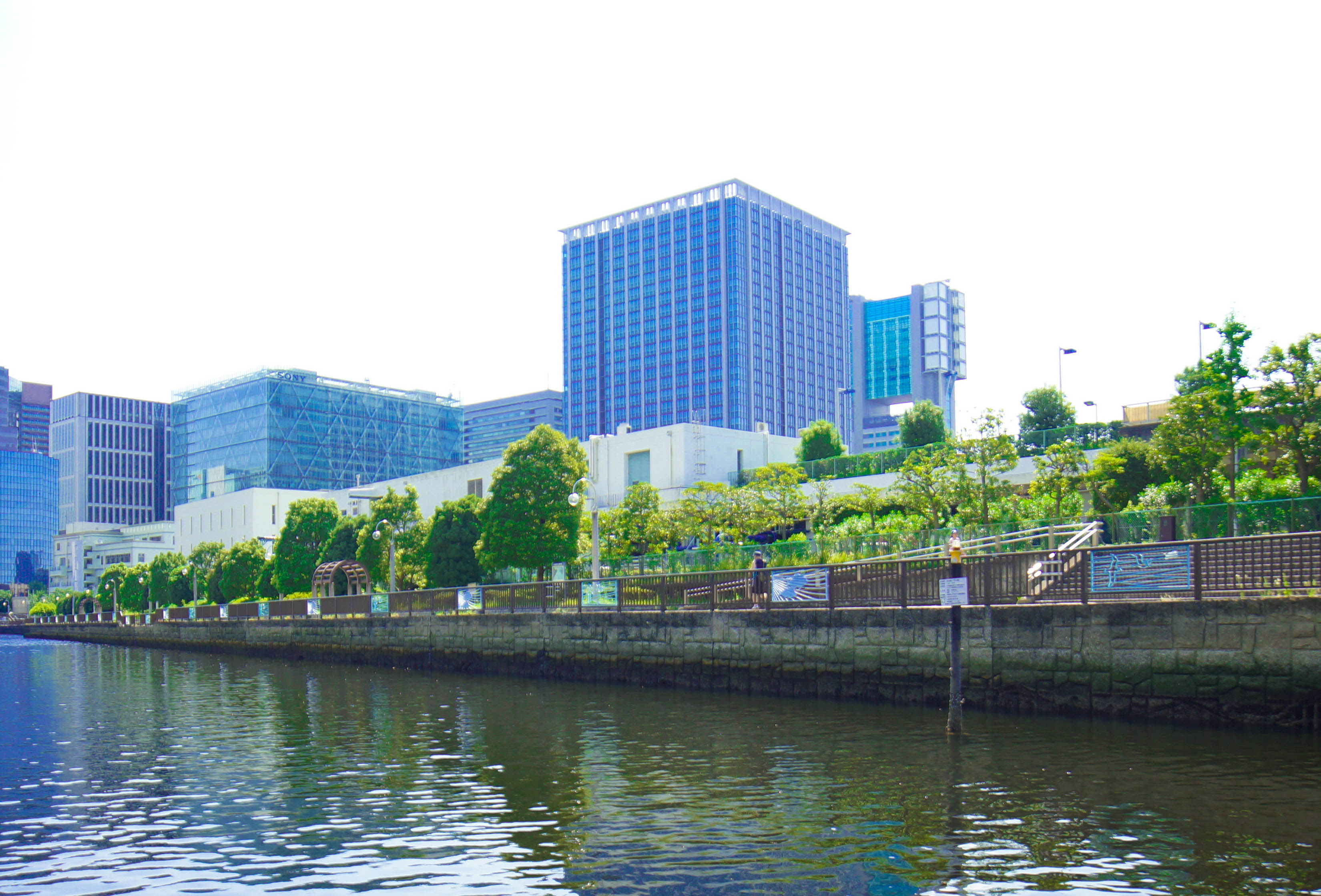
最終話ロケ地・高浜運河周辺

### キャスティング
主演の一人である綾野剛は、2013年に野木脚本のドラマ『空飛ぶ広報室』に空井大祐役で出演しており、野木は映画やドラマなどで重く暗い役の続いていた綾野に対して、空井のような明るい役をまたやってほしいと考えた。また陸上経験者として走る姿を見せることや、プロデューサーの新井が『アンナチュラル』と比較して、ミステリー色よりも「もっと単純に、犯人を追いかけて捕まえる! というようなドラマを目指したい」とのエンターテインメント性重視を望んだため、伊吹を能動的キャラクターに設定した。一方で志摩一未役の星野源については、おとなしく「いい人」の役が続いており、「そろそろいい人じゃない役も見たい」という考えのもと、出発点として重い過去を背負っているという設定が与えられた。これに対して伊吹には「過去ではなく現在進行形で重い荷物を背負ってもらう」というアイデアがキャラクター設定時点よりあったという。
4機捜の他メンバーとしては、404の二人が「塩顔」のコンビであるため、対比として401を「濃い顔」のコンビにするという外見上の理由から始まり、ベテランの中にこれからを感じさせる「若い男の子」を欲しいという考えから、当時20歳の若さながら育ちの良さと堂々とした印象を与える岡田健史が選ばれた。このほか、菅田将暉を悪役として全く事前告知なしのサプライズ的に登場させた件は、新井が偶然菅田のマネージャーと数日前に会っていたことを思い出しての「ダメもと」の交渉が実っている。実際、菅田が初登場する第3話の放送時には、Twitterで「菅田将暉」がトレンド入りする反響があった。

### 主題歌
主題歌「感電」は、『アンナチュラル』でも主題歌「Lemon」を担当したのに続く米津玄師による楽曲で、本作品のための書き下ろしである。2020年6月26日、本作品の第1話放送にて解禁され、7月6日、SME Recordsから先行配信リリースされたあと、8月5日発売のアルバム『STRAY SHEEP』に収録された。
作曲にあたり、米津は『MIU404』の第1・2話の脚本を読んだ上で、警察の話であることから、『太陽にほえろ!』など昭和の刑事ドラマの音楽のような、ホーンセクションを前面に出した曲調をイメージした。また脚本に車の中の場面が多くあったため「車で流して気持ちいいものを作りたい」、「作中の二人の関係性を軽妙かつやるせなく表現できたら」と考えて作り上げた。
『アンナチュラル』同様、放送時に主題歌が流れるタイミングは重視されており、第1話ではラスト5分のクライマックスで、主人公たちが犯人を挟んで対峙し、BGMのないシーンからホーンセクションが響くスタートだった。またそれに続く祖母と孫娘のシーンでは、2行分の短いト書きだったシーンの尺を演出時に長くして、歌詞の「きらめき」という言葉の部分に、孫娘が水たまりを踏み光がきらめく画面を合わせている。ほかにも主人公たちが手を取り合って水槽に落ちる瞬間に流れたり、2回のサビそれぞれにシーンを合わせるといった演出がなされた。
「感電」のミュージック・ビデオでは、撮影場所にとしまえんとともに、本作品の芝浦署と設定されたビルが使われた。このMVはYouTube公式チャンネルで公開され、公開から1時間50分で100万再生を突破し、米津にとって最速の記録となった。
オリコン週間デジタルシングル（単曲）ランキングでは、2020年7月15日付で初登場1位、15.3万ダウンロード、日本レコード協会では、2020年7月度のダウンロードプラチナ（25万件以上のダウンロード）を記録した。

### まるごとメロンパン号
ドラマ内に登場するまるごとメロンパン号は、志摩が第4機動捜査隊発足初日に貸与車両を廃車にしたため、第2話以降に伊吹と志摩のチーム「404」に割り当てられた車両である。覆面捜査（張り込み）用として保管されていたもので、メロンパンの移動販売車を模しているウォークスルーバン（トヨタ・クイックデリバリー200）のため機動力に難がある。伊吹と志摩の愛車として視聴者に人気を得て、後述する展示イベント全国展開やグッズ製作が行われた。
内装には万国旗が飾られ、第3話以降に登場する赤い自転車とともに、盾やヘルメットなどの初動捜査用具が置かれている。車内にはメロンパンをテーマにした歌を流す装置があり、この歌はサウンドトラックアルバム（第1作）に「メロンパンのうた」として収録されている。第10話でテロ首謀者の使用車両としてSNSで拡散されてしまったため一旦保管され、最終話で九重が伊吹たちのために駆り出すことになる。
製作陣は最終話における2020年夏の場面について、404がメロンパン号に乗っているべきなのか、別の車両にするべきなのかをスタッフやキャスト一同の意見を聞きつつ考えた。結果、2020年の現実世界と作品の世界を地続きにして、同じように「ゼロ」から始めようというメッセージを伝えることを重視し、この車に代わって一般的な車両を使用している。
ライターの石河コウヘイはメロンパン号について、伝統的に男社会の警察を描く刑事ドラマの中で、マチズモを捨象し従来作品と一線を画した本作品らしいモチーフの一つとして『「警察≒車≒男の憧れ」という固定観念を笑い飛ばすような痛快さを感じる』と評した。
車両はドラマ終了後、維持費がかかるためすぐに外装を塗り替え中古車として売却する予定であった。しかし、放送前に予定されていたが中止となった視聴者向け展示イベントを番組終了後にやり直せないかと検討したところ、最終回前後にTBS放送センター前の赤坂サカス広場で展示企画が可能となった（期間9月2日 - 9月13日）。このイベントが想像を超える好評を得、全国展開につながった。終了後は『MIU404 JNNまるごとメロンパン号キャラバン』と題して全国の系列局などを巡回展示する企画が行われ、グッズなどが発売された。またTBSテレビの恋愛ドラマ関連イベント『恋ドラ落語 TBSドラマキュンキュンフェス』（2020年11月17日 - 12月16日、IHIステージアラウンド東京）にも展示された。その後、12月18日から『MIU404 全国まるごとメロンパン号キャラバン』とし、2022年8月28日まで全国各地で展示を行った。2年弱にわたる企画で、展示を行った場所は31都道府県にのぼる。
2021年9月には、本作品終了後に放送されたTBSドラマ『着飾る恋には理由があって』『TOKYO MER〜走る緊急救命室〜』との共同で、各作品に登場する車両とともに展示するイベント「TBS Drama Car Festival」が赤坂サカスで開催された。
同局で同一クールに放送されたテレビドラマ『私の家政夫ナギサさん』最終話では、ラストシーンに登場した。
2024年の映画『ラストマイル』でも作中に登場し、映画をPRするキャラバンで展示が行なわれた。

## 用語
警視庁刑事部第4機動捜査隊
警視庁における働き方改革の一環で、第1 - 第3機動捜査隊のヘルプ部署（臨時部隊）として発足したという設定の、架空の機動捜査隊。要請に応じて、所轄や捜査一課に引き継がれた事件捜査のサポートも行う。
隊長は桔梗が1機捜隊長と兼任。車両配置ボードによると隊長を除く人員は計16名。指令は警視庁芝浦警察署（架空の警察署）にある1機捜本部から受け、1機捜内のサイバー関連調査班・スパイダー班の協力も得ている。
ヘルプ部隊のため設立当初は機捜の公式サイトにも載っておらず、次の異動で機動捜査隊の人員に余裕が出れば解散し、メンバーは既存のいずれかの機捜に入るか元の部署に戻る予定だったが、2020年夏も存続していることが最終話で描かれる。
映画『ラストマイル』の舞台である2023年現在も、伊吹と志摩が「404」のコールサインでバディを組んでいる。
同・芝浦分駐所
第1話では、4機捜は仮の分駐所として1機捜フロア内の会議室を使用していたが、陣馬がビルの3階の窓からうどんの湯切りをするという非常識な行為をしたため、第2話の時点で総務部から「あそこはもう使わせません」と通告され追い出される。
その後は芝浦署のすぐ裏にあるビルの1階にあった空き物件を居抜きで使用している。リフォームの費用が取れないため元喫茶店の内装のままであり、ペンダントライトの柔らかい照明など、通常の刑事ドラマとは異なる雰囲気を出している。

警視庁刑事部第1機動捜査隊
桔梗が2018年から隊長を務める機動捜査隊（こちらは実在する）。1機捜の本部と同じフロアには、隊長室、スパイダー班、刑事課、生活安全課がある設定になっている。
ポリまるくん
声 - 緒方恵美
劇中に登場する機動捜査隊のマスコットキャラクター。MIUのロゴ入りジャンパーと帽子を身に着けたイヌのキャラクターで、4歳の男の子という設定。
番組の公式キャラクターとしてさまざまなグッズ展開やリモート会見への登場がなされたほか、キャラクターと対話できるAIアプリ「AIポリまるくん」が配信された（サービスは終了）。Blu-ray・DVD BOXの映像特典にも関連コンテンツが収録された。
グッズとして発売されたぬいぐるみは、2021年3月の時点で生産が追い付かないほどの人気となった。
Now Tube（ナウチューブ）
YouTubeに相当する動画共有サイト。
児島弓快がナウチューバー（YouTuberに相当）「特派員REC」(とくはいんれっく)として「ナイトクローラーチャンネル」を運営している。
つぶったー
Twitterに相当するSNS。
第4話で青池が日記のように利用しており、SNS慣れした世代である九重の読み解きにより真相解明の突破口となった。
LIME
LINEに相当するコミュニケーションアプリ。
最終話で九重が志摩たちに緊急連絡するシーンで画面のみ登場。
FaceNote（フェイスノート）
Facebookに相当するSNS。
第5話では水森が外国人労働者を扇動するために利用した。
第7話では九重が陣馬鉄と連絡を取り合い、陣馬親子の関係を修復した。
ドーナツEP
作品内にて、2年ほど前から六本木を中心に低価格で流通している、粗悪なMDMA系の合成麻薬。
中心に穴の開いたトローチのような形状。1度手を出すと止められないほど中毒性が強いとされる。また作中の伊吹の説明によれば、安価であり、若者層が気軽に手を出しているが、暴力団が覚醒剤など、より依存性が強く高価なドラッグに繋げるために流通させている（ゲートウェイドラッグ）。
警察も長らく流通経路をつかめていなかったが、実は久住が運営する東京都内（大田区六郷）の工場で密造されていた。
西武蔵野市（にしむさしのし）
『アンナチュラル』『ラストマイル』と共通で登場する、多摩地域の架空の自治体。桔梗の自宅がある。このほかにも「西武蔵野」の地名は、不自然死究明研究所（UDIラボ）のある研究施設・西武蔵野研究センター、毛利や向島が所属し、最終話で桔梗が署長に任官された警視庁西武蔵野署、そしてDAILY FAST（デリファス）の日本支社・西武蔵野ロジスティクスセンター（西武蔵野LC）と、複数回にわたり登場する。

## 作品の評価

### 視聴者満足度・反響
2020年同クールで放送された日本のテレビドラマでは、本作品を含むTBSのドラマが高評価を得ており、「オリコンドラマ満足度ランキング」では複数週に渡って本作品および『半沢直樹』2020年版（日曜劇場）、『私の家政夫ナギサさん』（火曜ドラマ）がトップ3を独占、「TBSの“一強”」状態と評された。本作品では初回の満足度が84Ptのスタートから、3話目で100ptの満点、その後も5話から10話まで満点、4話と最終話も99点という高評価で『半沢直樹』に次ぐ成績だった。同ランキングでは、2020年1月6日 - 12月7日の作品すべてを対象とした「年間満足度ランキング2020」でも同様に『半沢直樹』に次ぐ2位を記録した。
プロデューサーの新井によれば、公式キャラクター・ポリまるの存在などもあり、物語が難しいため当初は人気が出ると予測していなかった小学生・ティーン層にもファンを獲得している。

### SNSでの反響とコロナ禍の影響
ORICON NEWS・長谷川朋子の記事によれば、アメリカ合衆国のテレビ業界誌『WorldScreen』による、ソーシャルメディア上でのテレビ番組注目度調査「Social Wit List」で、全世界のテレビ番組の中、2020年6月にInstagram上で最も注目を集めたのが本作品である。同調査によれば、調査時点の本作品公式Instagramのフォロワーは23万7000人（6月末時点にはフォロワー数30.1万人）で、出演者陣のフォロワー数の多さ（星野源140万人、綾野剛120万人、岡田健史76.2万人）が作品公式のフォロワー数を押し上げているとされた。またTwitterにおいても、初回放送時に世界トレンド1位を記録しており、長谷川によれば、これらSNS上での話題性は、同年4月に楽曲「うちで踊ろう」を無料公開し、コラボレーション企画を盛り上げた星野源の注目度の高さが大いに影響しているとされる。
第10話放送時には、物語中でSNS上に「#MIU404」のハッシュタグが拡散されトレンド1位になるのと同時に、現実世界におけるTwitterでも同じハッシュタグがトレンド1位になるという、現実とドラマがリアルタイムに混同していく展開もみられた。
さらに背景として、放送前後時期の新型コロナウイルス流行の中、自粛生活をする視聴者の間ではテレビ放送と動画配信などのコンテンツサービスに対する利用時間の増大がみられており、情報・ニュース番組だけでなくドラマやリアリティショーなどのエンターテインメント作品に対する利用機会も広がっていたこと、感染拡大防止のための撮影中断・放送延期で新作を待ち望む機運が高まっていた中で「コンテンツ消費のニーズを捉え、競争力に耐えうる新作」として支持されたとしている。
放送終了翌年の2021年5月25日にも、本作品が6月よりAmazon Prime Videoで配信開始されるニュースを受けてTwitter上で『MIU404』が日本トレンド1位となったほか、クロスオーバー作品の『アンナチュラル』もともに話題となってトップ10入りしている。

### 評論家による評価
ライターの大山くまおは、放送当時はすでに手垢のついたジャンルとなっていた刑事ものながら、斬新でおもしろく、完成度も「ほかの同ジャンルの作品より頭ひとつ抜けているように感じる」と高評価した。そしてその理由として、脚本の緻密な構成と現代日本における社会問題への表面的でない向き合い方を評価し、斬新さと同時に、『七人の刑事』や『太陽にほえろ!』、『大都会 PARTII』などのように、本来は社会的弱者ゆえに犯罪に走る人々と刑事の関係を描いて、社会問題を真正面から取り扱うジャンルだった刑事ドラマに先祖返りし、普遍的なテーマを現代にアップデートしているためと分析した。
ライターの吉田潮も同じく『週刊新潮』連載コラムの「TVふうーん録」において、本作品の従来の刑事ドラマを超えた「手の込んだ異種の勧善懲悪」の描き方を評価した。加害者が犯行に至るまでの経緯を濃く描き、説明でなく端的な台詞で感情のしこりを表現して、1時間枠の中にテンポよくまとめた本作品を評価し、ドキュメンタリー性にエンタメ性と社会批評を乗せる味わいを深煎りのコーヒー豆に例えた。
文筆家・書評家の三宅香帆は、本作品の新しさについて以下のように分析した。本作品は日本のベーシックなヒーロー物語の典型といえる、公務員が法の下で公権力を行使し悪を裁く物語であるが、そこで扱う悪は現代の法律で裁ききれない、外国人労働者問題や裏社会といった「見えていない悪」であり、主人公たちは機動捜査隊という初動捜査を担当するために、犯人逮捕の時点までしか関わることができず「物語のなかで、なかなか最後まで悪を倒すことができない」「（従来の公務員ヒーローとは違って）法律のもとで悪から人をすくいきれないヒーロー」であると指摘した。しかし、そのような状況に主人公たちが絶望する姿と同時に、羽野麦をはじめとする（多くは社会的弱者である）被害者となった人々が「主体的に悪から抜け出そうとする」奮闘を描き、主人公たちはそれに寄り添い一緒に戦おうとする公務員ヒーローであるとし、視聴者は物語を通して「社会の見えていなかった戦いを発見する」と考察した。
ポップカルチャー研究者（早稲田大学招聘研究員）の柿谷浩一は、主人公たちのバディとしての魅力を以下のように評した。バディものに多い、一方のクセの強い側にもう一方が振り回されるという形に対し、本作品では“振り回される”側である志摩もクール一辺倒でなく、感情的にぼやきや呆れをこぼすキャラクターで、バディのやり取りも、兄弟ゲンカのように無邪気に戯れ合う雰囲気を作り「ホームドラマ風の“癒し”を醸し出して、新しい刑事ドラマとして視聴者を楽しませている」と分析した。さらに志摩のキャラクター造形については、“現代のアイコン”的存在である星野源が演じることで刑事ドラマに染みついた「オールド感」を払拭し、他人との距離やファッションセンスなども含め「今の若者にもアレルギーのない好感度ある役」に造形されており、エンタメ色の強い作品内では、星野の緊張感のある鋭い目の演技で物語に深みを与えていると評した。対する綾野剛は、俳優としてクールなイメージの強かった彼が自由奔放なキャラクターの伊吹を演じることで「意外性とともに醸し出す独特な色気」で視聴者を惹きつけ、バディのうちクセの強い側と同時に、志摩が感情的な一面を見せた際にインパクトを持たせる芝居で相方を生かし、物語全体に躍動感を与えているとした。

### 受賞
ザテレビジョンドラマアカデミー賞の審査員評では、4名中3名が肯定的評価で講評に挙げ、そのうち稲増龍夫は「バディ刑事ドラマの秀作としてだけでなく、1話ごとの掘り下げが映画並みに緻密」と社会問題の取り上げ方を絶賛し、カトリーヌあやこは「考え抜かれた物語がピタゴラスイッチの装置のようにクライマックスへひた走り〔中略〕背筋がゾクってくるほどクールでした」と評した。作品賞の全体的評価では「魅力的なキャラクターと先の読めない展開でドラマファンを夢中にさせ」4部門受賞となった。
第71回芸術選奨ではチーフ演出の塚原あゆ子が本作品の演出で文部科学大臣新人賞を受賞した。選考過程では、これまでの演出作品に対する高評価に加えて、大胆な構成と細やかなカメラワークに定評があること、本作品においては「刑事ドラマでありながら、社会的弱者や声なき者たちに光を当てた作品」であり、脚本を見事に視覚化して「テレビドラマの可能性を大きく拡げた」力量が評価された。
第47回放送文化基金賞の選考理由では、「見始めたら止まらないすばらしいテンポ感と強烈なエンターテインメント性を担保しつつ、単なる警察もの・バディものに落とし込まず、現代への視線が生きている」と評価された。

#### 受賞一覧
- 第58回ギャラクシー賞 テレビ部門選奨（2020年度）[9]
- 第105回ザテレビジョンドラマアカデミー賞[8][48]
  - 最優秀作品賞
  - 助演女優賞（麻生久美子）
  - ドラマソング賞（米津玄師「感電」）
  - 脚本賞（野木亜紀子）
  - ほか、主演男優賞で綾野剛2位、星野源3位[92]、助演男優賞で菅田将暉3位[93]
- GQ Men of the Year2020（2020年）
  - インスピレーション・オブ・ザ・イヤー賞（星野源、本作品主演を含めた2020年の活躍に対して）[94]
- 第45回エランドール賞 プロデューサー奨励賞（新井順子）[95]
- 第71回（令和2年度）芸術選奨新人賞 放送部門（塚原あゆ子）[90][96]
- 第37回ATP賞テレビグランプリ 最優秀賞ドラマ部門（2021年）[97]
- 第47回放送文化基金賞【番組部門】テレビドラマ番組優秀賞（2021年）[91]
- 東京ドラマアウォード2021作品賞＜連続ドラマ部門＞優秀賞

### 関連商品売上
オリコン調べによる週間ランキング2021年1月4日付では、Blu-ray部門で2020年12月25日に発売された本作品Blu-ray BOXが初登場3位、推定売上枚数15,023枚、DVD部門ではDVD BOXが初登場3位、推定売上枚数8,848枚を記録した。2021年3月発表のTBSホールディングス決算資料によれば、Blu-ray・DVDの売り上げは2020年度の同社ランキングで2位、7億8400万円となった。
『「MIU404」公式メモリアルブック』は発売直後の2020年10月5日付「オリコン週間BOOKランキング」（集計期間：9月21日 - 9月27日）で5位、ジャンル別「テレビ番組関連本」で1位となり、1.7万部の売り上げを記録した。2021年5月21日現在で6刷。「第13回 オリコン年間“本”ランキング 2020」によるランキングでは、「テレビ番組関連本」ジャンルで3位、81,668部の売り上げと発表された。
また本作品で特筆されるものはグッズ販売の好調であり、TBSホールディングス決算資料によれば約150種類のグッズを展開して2020年度のTBS番組グッズ売り上げで歴代1位を記録し、同社事業部門の収入においては、2020年度の他部門が軒並み大幅減収となる中で、Blu-ray・DVDを含めてグッズを展開するライセンス事業のみが大幅増収となった主な要因として本作品が挙げられている。

## スタッフ
- 脚本 - 野木亜紀子
- 音楽 - 得田真裕
- 主題歌 - 米津玄師「感電」（ソニー・ミュージックレーベルズ）[104]
- 撮影 - 関毅、草間巧、小川信也
- 編集 - 板部浩章
- 警察監修 - 倉科孝靖、永野良治（以上チーム五社）、原きよ子
- 劇中使用曲 - BABYMETAL「PA PA YA!!（feat. F.HERO）」（TOY'S FACTORY）[105]
- ダンス指導 - ELEVENPLAY[105]
- プロデュース - 新井順子
- 演出 - 塚原あゆ子、竹村謙太郎、加藤尚樹
- 編成 - 橋本孝、渡瀬暁彦
- 製作 - TBSスパークル、TBS[注釈 4]

## 放送・配信
当初は2020年4月10日からの放送開始が告知されていたが、前述の感染拡大の影響により撮影スケジュールに遅れが出ていることを受け、4月1日に開始日の延期が発表された。休止期間中には過去に金曜ドラマで放送された作品の傑作選・特別編などが代替番組として放送された。
第1話と最終話は22時 - 23時9分の15分拡大放送。第1話放送後にはTwitter上で世界トレンド1位になるほどの反響を呼んだ。
2021年1月3日4時 - 15時（中断ニュース有）に、TBSテレビと一部地域で一挙再放送された。
インターネット配信は毎週の地上波放送終了後、TBS FREE（TVer）で直ちに1週間限定で無料配信されたほか、Paraviにて有料定額制見逃し配信が行われた。また全話放送終了後の2020年9月19日4時04分より、通常放送版とは別に、全話に再編集を加えたディレクターズ・カット版が配信された。
放送終了後はParaviに加え、2021年6月よりAmazon Prime Video、2022年12月よりNetflixでも配信された。

### 放送日程
| 話数                                                                         | 放送日  | サブタイトル           | ラテ欄                                                   | 演出       | 視聴率 |
| ---------------------------------------------------------------------------- | ------- | ---------------------- | -------------------------------------------------------- | ---------- | ------ |
| #01                                                                          | 6月26日 | 激突                   | 野生刑事VS理性刑事 新バディ誕生! 誰よりも早く犯人を追え! | 塚原あゆ子 | 13.1%  |
| #02                                                                          | 7月03日 | 切なる願い             | 走る人質監禁立てこもり! 犯人の目的は                     | 塚原あゆ子 | 11.5%  |
| #03                                                                          | 7月10日 | 分岐点                 | いたずら通報事件!? 夢と涙と青春の日々                    | 塚原あゆ子 | 10.6%  |
| #04                                                                          | 7月17日 | ミリオンダラー・ガール | 拳銃発砲事件! 逃げる一億の女を探せ!                      | 竹村謙太郎 | 10.2%  |
| #05                                                                          | 7月24日 | 夢の島                 | 同時コンビニ強盗!? 留学生の夢と恋心                      | 竹村謙太郎 | 12.5%  |
| #06                                                                          | 7月31日 | リフレイン             | 相棒を救え! 過去の事件に隠された希望                     | 塚原あゆ子 | 10.8%  |
| #07                                                                          | 8月07日 | 現在地                 | 休日にまさかの遭遇 指名手配犯を追え!                     | 加藤尚樹   | 12.4%  |
| #08                                                                          | 8月14日 | 君の笑顔               | 未解決の連続殺人!? 警察官になった理由                    | 竹村謙太郎 | 11.7%  |
| #09                                                                          | 8月21日 | 或る一人の死           | 衝撃の急展開!! ついにあの男が動き出す                    | 塚原あゆ子 | 11.5%  |
| #10                                                                          | 8月28日 | Not found              | 見えない敵との戦い 4機捜存続の危機!                      | 竹村謙太郎 | 11.3%  |
| #11                                                                          | 9月04日 | ゼロ                   | 最終決戦! 4機捜が迎える衝撃のラスト                      | 塚原あゆ子 | 14.5%  |
| 平均視聴率 11.9%（視聴率はビデオリサーチ調べ、関東地区・世帯・リアルタイム） |         |                        |                                                          |            |        |

## 関連商品
ホームメディア
いずれも2020年12月25日発売。発売元・TBS、発売協力・TBSグロウディア、販売元・TCエンタテインメント。
本編内容はディレクターズ・カット版となっており、最終話に主演の綾野・星野、脚本の野木、演出の塚原の4名によるオーディオコメンタリーを収録。
- MIU404／-ディレクターズカット版-／Blu-ray BOX（4枚組、本編540分+特典映像180分）
- MIU404／-ディレクターズカット版-／DVD-BOX（6枚組、本編540分+特典映像180分）

サウンドトラック
- MIU404／オリジナル・サウンドトラック（2020年7月29日発売、Anchor Records/ソニー・ミュージックソリューションズ）
- MIU404／オリジナル・サウンドトラックVol2（2020年12月23日発売、Anchor Records/ソニー・ミュージックソリューソンズ）※配信限定

オフィシャルブック
- 「MIU404」公式メモリアルブック（2020年9月26日発売、東京ニュース通信社）ISBN 978-4-86701-134-8
  - Amazon.co.jpでは表紙デザイン違いの限定版を発売。ISBN 978-4-86701-135-5

シナリオ
- 『ドラマ』2020年11月号（2020年10月17日発売、映人社） - 第4話シナリオを収録。
- 野木亜紀子『MIU404 シナリオブック』（2020年12月24日発売、河出書房新社）ISBN 978-4-309-02933-7 - 全11話シナリオを収録。

## キャンペーン
テイクアウト型メロンパン専門店・Melon de melon（メロン ドゥ メロン）では2020年8月8日 - 9月4日、同店での購入で番組オリジナルのポリまるくんクリアファイルがプレゼントされるキャンペーンが展開された。